# Monopsis variifolia
Monopsis variifolia är en klockväxtart som först beskrevs av John Sims, och fick sitt nu gällande namn av Ignatz Urban. Monopsis variifolia ingår i släktet Monopsis och familjen klockväxter. Inga underarter finns listade i Catalogue of Life.